# Stefano Baldini
Stefano Baldini (* 25. května 1971, Castelnovo di Sotto, Emilia-Romagna) je italský atlet, běžec, který se věnuje dlouhým tratím, zejména maratonu.
Je olympijským vítězem z letních her v Athénách 2004 a dvojnásobným mistrem Evropy. Na mistrovství světa v Edmontonu 2001 si doběhl pro bronzovou medaili. Bronz získal také o dva roky později na světovém šampionátu v Paříži. Zúčastnil se též maratonu na letních olympijských hrách v Pekingu 2008, kde proběhl cílem na dvanáctém místě v čase 2:13:25.

## Osobní rekordy
- maraton - (2:07:22, 23. duben 2006, Londýn)
- Půlmaraton - (1:00:50, 12. červen 2000, Malmö)